# Masashi Tanaka
Pour les articles homonymes, voir Tanaka.
Masashi Tanaka (田中 政志, Tanaka Masashi), né le 10 juin 1962  à Gōtsu dans la Préfecture de Shimane au Japon, est un mangaka.
Il a remporté le grand prix Chiba Tetsuya de l'éditeur Kōdansha alors qu'il était encore étudiant. Ses œuvres sont reconnaissables à l'utilisation du crayon noir uniquement avec un florilège de détails et à l'absence de dialogue.
Sa série la plus célèbre est Gon (1992-2002), bande dessinée muette écologiste qui relate les aventures d'un tyrannosaure nain et indestructible et dont les illustrations sont d'un réalisme et d'une minutie extrêmes.

## Prix et récompenses
- 1994 :  Prix Haxtur de la meilleure histoire courte pour Gon t. 2, chap. 8 : « Gon vit avec les manchots »
- 1997 :  Prix Harvey de la meilleure édition américaine d'une œuvre étrangère pour Gon
- 1998 :  Prix Eisner de la meilleure publication humoristique et de la meilleure édition américaine d'une œuvre internationale pour Gon
- 2016 : Prix Spécial du Jury au 28e Festival de Solliès-Ville